# Helianthus devernii
Helianthus devernii — вид квіткових рослин з родини айстрових (Asteraceae).

## Біоморфологічна характеристика
Helianthus devernii відрізняється від H. pumilus своїми сидячими супротивними та черговими листками, голими сизими стеблами та загалом меншими квітковими головками. Дві відомі популяції H. devernii приблизно з 400 особин зустрічаються поблизу долини Лас-Вегас і знаходяться під загрозою інтенсивного рекреаційного використання та екзотичних рослин і тварин.

## Умови зростання
Ендемік Невади.